# Cerkiew św. Dymitra w Szczawniku
Cerkiew św. Dymitra Sołuńskiego w Szczawniku – greckokatolicka cerkiew łemkowska w Szczawniku, wzniesiona w 1841, obecnie użytkowana jako kościół rzymskokatolicki.

## Historia
Cerkiew znajdowała się w Szczawniku już przed rokiem 1624. Obecny budynek powstał w 1841, być może przez przebudowę poprzedniego. W latach 1936–1937 w obiekcie wykonano polichromię. Po Akcji „Wisła”, w 1947, budynek przejął Kościół łaciński.

## Architektura
Cerkiew w Szczawniku jest cerkwią typu łemkowskiego. Nad jej przedsionkiem, nawą i prezbiterium wznoszą się wieże z hełmami i kutymi krzyżami. Prezbiterium zamknięte jest trójbocznie i połączone z zakrystią. We wnętrzu obiektu znajduje się ikonostas powstały na przełomie XVIII i XIX wieku oraz ołtarze boczne powstałe w 1729 z ikonami Opłakiwania Chrystusa i Przemienienia Pańskiego. Z XVII wieku pochodzi ikona Chrystusa Pantokratora w pomieszczeniu ołtarzowym. Z tego samego okresu pochodziła ikona św. Michała Archanioła, przeniesiona z cerkwi do muzeum w Nowym Sączu. Na jednej z wież cerkwi znajduje się dzwon z 1707.

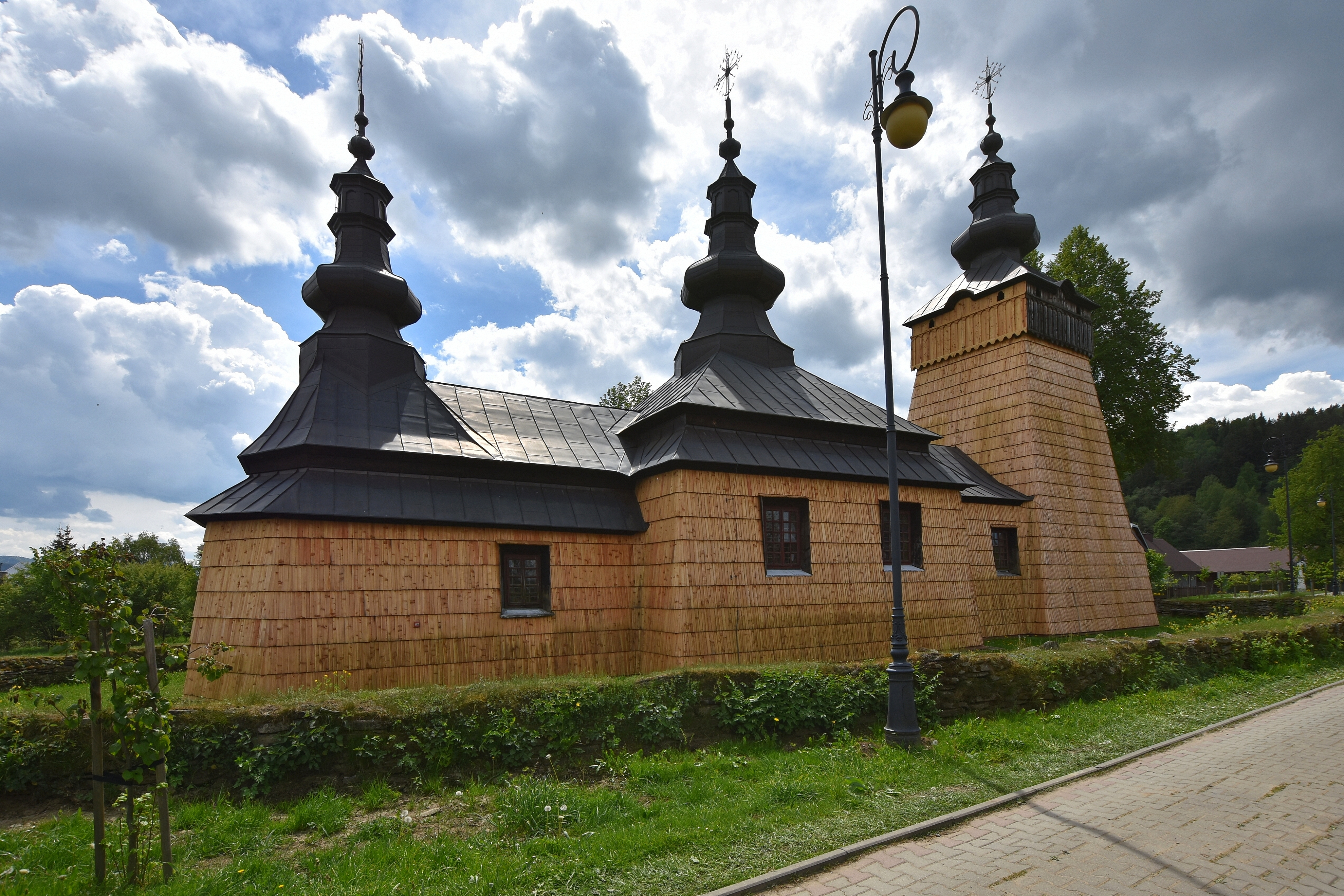
Elewacja boczna
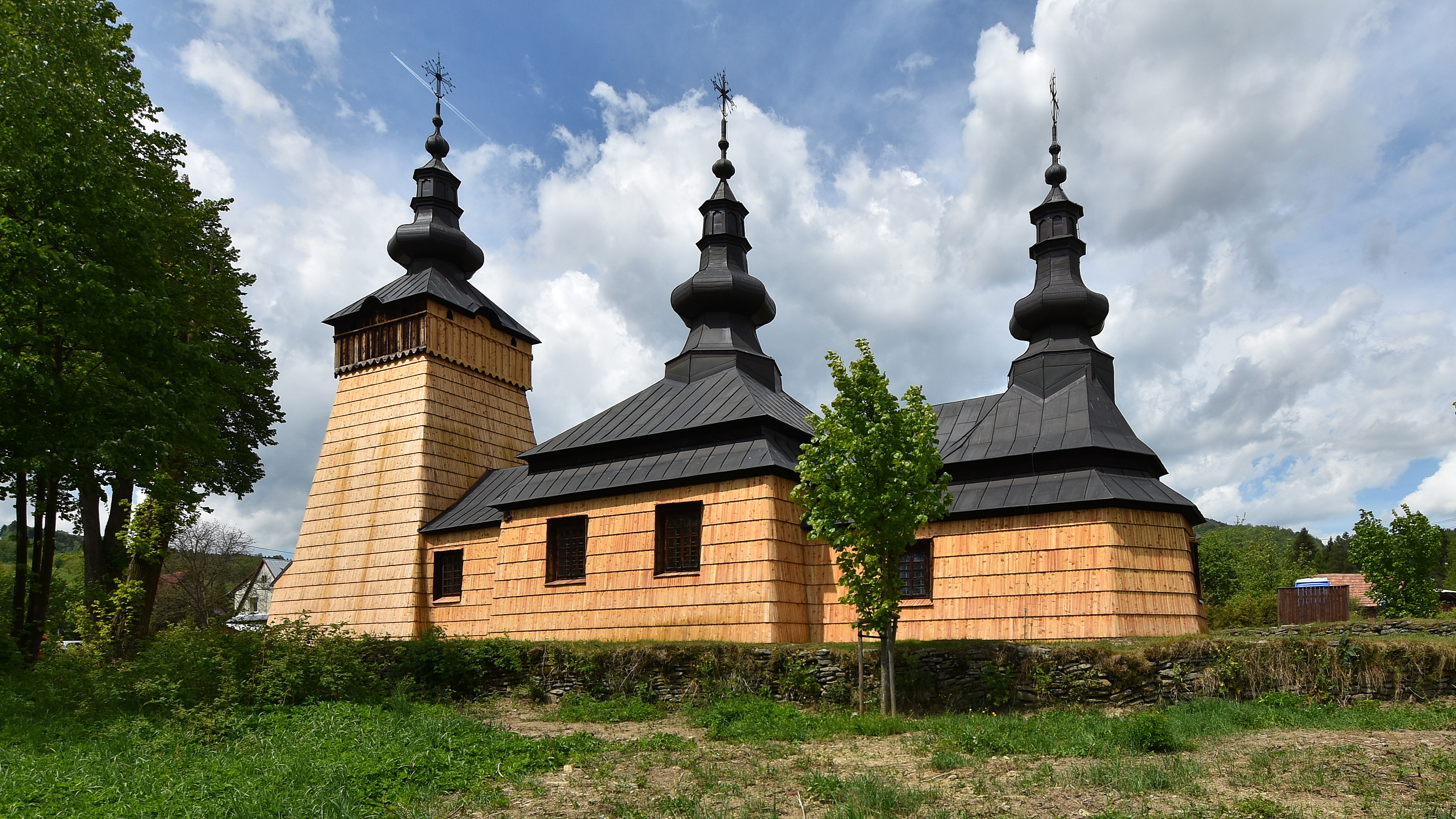
Elewacja boczna
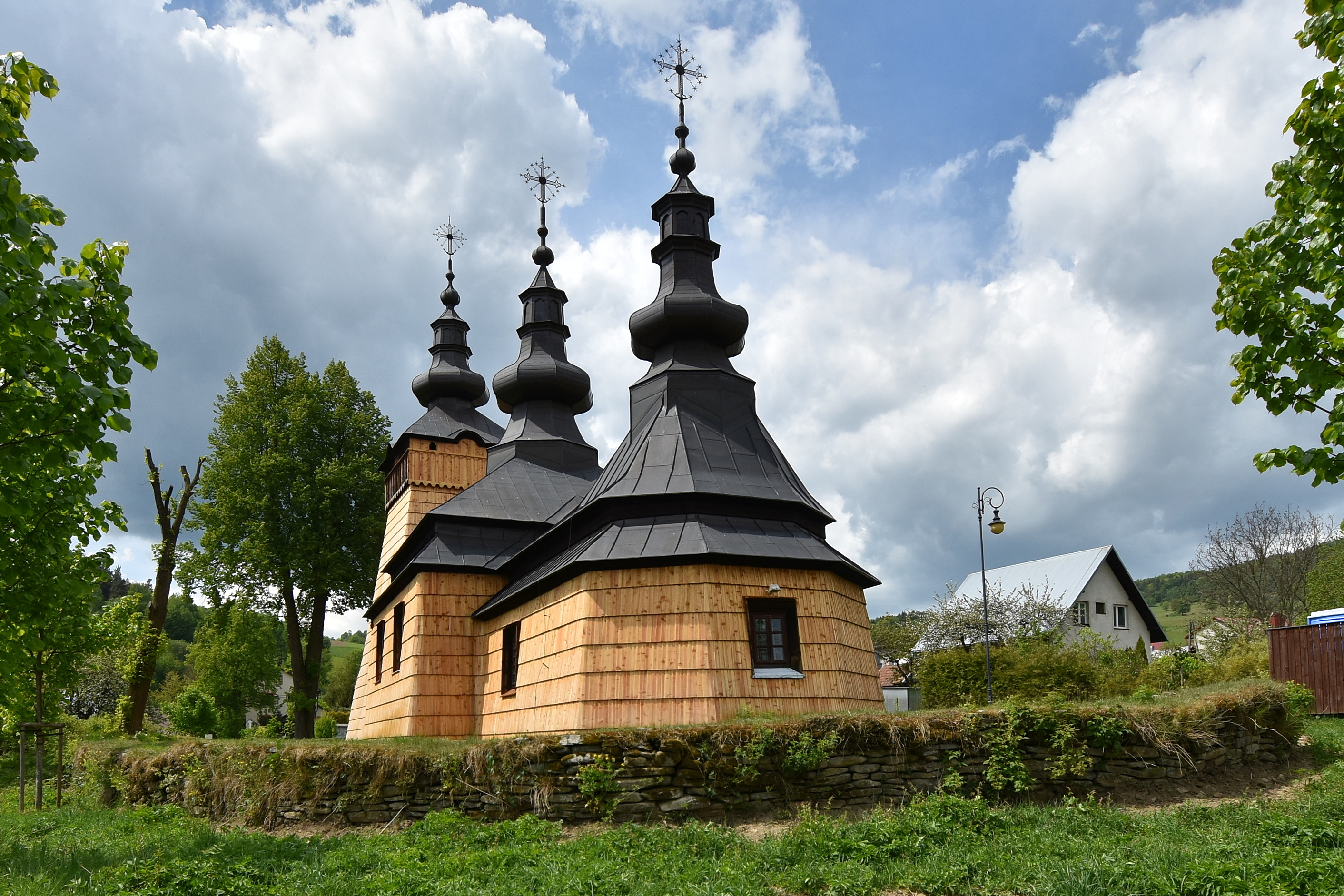
Widok od strony prezbiterium